# 孫道仁
孫 道仁（そん どうじん）は、清末民初の軍人・政治家。中華民国の初代福建都督。字は退庵。号は静山。

## 事績

### 清末の活動
父の孫開華も、清朝の軍人であった。1884年（光緒10年）の清仏戦争の際に、孫道仁は台湾巡撫劉銘伝から前敵営務処に任命され、四品衙とされた。
清仏戦争終結後、孫は蔭生として試験に参加する。順天補官に任命され、さらに1890年（光緒16年）頤和園の海軍水操内学堂で弁事官に任命された。1891年（光緒17年）、熱河で発生した農民反乱鎮圧に貢献し、三品衙に昇進する。さらに福建補官に任命された。1897年（光緒23年）、福州で水陸両軍を統轄した。
1901年（光緒27年）、孫道仁は日本の軍事教育・訓練について調べるため、日本へ派遣された。帰国後、孫は福建武備学堂を創設し、武備学堂総弁に任命された。この時、日本陸軍士官学校に倣った制度としており、日本からも士官を招聘している。この孫の軍事改革が、福建省の新軍を確立する基礎となった。その後も孫は福建で軍歴を重ね、1911年（宣統3年）には福建提督に任命された。

### 民国での活動
同年に武昌起義が発生する。孫道仁は元々は革命派との関連がなかったものの、次第に情勢に迫られ、11月5日に中国同盟会に加入した。そして福建新軍を率いて8日に蜂起し、閩浙総督を倒して福建を革命派の下に置いた。同月に臨時政府が設立されると、孫が福建都督に推される。1912年（民国元年）、袁世凱から福建都督に正式に任命され、陸軍中将の位も授与された。
1913年（民国2年）7月に二次革命（第二革命）が勃発すると、革命派の許崇智らの突き上げもあって、7月19日に福建省の独立を宣言した。しかし、これは孫道仁の本意ではなく、革命派への積極的な支援は行わなかった。結局、8月9日に独立を取り消したが、福建都督の地位は廃止される。まもなく北洋軍の李厚基が福建護軍使として福建の軍政を掌握した。孫は北京へ召還され、事実上、孫の福建での軍事・政務の経歴は終了した。1917年（民国6年）、黎元洪の下で総統府高等顧問に任命された。1923年（民国12年）に引退し、廈門市で老後を過ごした。
1932年（民国21年）死去。享年66（満65歳）。